# Lollipop Luxury
Lollipop Luxury é o primeiro single oficial do DJ, modelo e cantor estadunidense Jeffree Star, lançado em 2008. A música pertence originalmente ao álbum Cupcakes Taste Like Violence, segundo EP de Jeffree. Fez bastante sucesso e é considerado uma das músicas mais repercutidas de toda a carreira do cantor.

## Análise Contextual
A canção tem conteúdo fortemente sexual, contando trechos de uma tentativa de relação sexual de Jeffree. A música começa ao Jeffree soletrar seu nome e se intitular de "Queen Bitch". Depois ele começa a convencer alguém de que ele é bom o suficiente, ao falar que ele está fazendo sucesso e que nunca parou de crescer e diz que fará alguém querer vê-lo chupar um pirulito. Ao iniciar o pré-refrão, Jeffree fala que é uma celebridade e que deve ter relações sexuais com a pessoa escolhida, e tenta convencê-lo dizendo que ela o quer. O refrão mostra o auge de vaidade de Jeffree misturando sexualidade e seu visual andrógino podendo ser percebido na tradução de seus versos: Lip gloss e pirulito, vamos arrasar, eu quero causar, você não pode tirar seus olhos de mim, sou tudo o que quer ser. Nos versos finais da música ele afirma de que a prostituição é uma arte e que continuará sempre a existir.

### Recepção
Jeffree não esperava um sucesso tão grande quanto Lollipop Luxury realmente teve. A música foi muito bem recebida pelo público, aumentando exponencialmente a quantidade de fãs do cantor e maquiador andrógino.

## Faixas
1. Lollipop Luxury

## Remix
Para o álbum de estúdio Beauty Killer, lançado em 2010, a canção Lollipop Luxury foi regravada e editada em uma nova versão com a cantora Nicki Minaj, substituindo a ponte da música (versos finais antes do último refrão) por uma nova ponte cantada por Nicki em um ritmo bastante semelhante ao Rap Americano, característica marcante da cantora. Também foi introduzida, nos primeiros versos da canção, uma voz eletrônica que soa: "Jeffree Star & Nicki Minaj".

### SinglePromocional
A versão remix feat. Nicki Minaj foi lançada como single promocional do cantor no mesmo ano, e foi também bem recebida pelo público, substituindo o sucesso feito pela versão original, devido à participação da cantora e amiga de Jeffree. O single promocional, aliado ao primeiro álbum de estúdio, Beauty Killer, alavancou a carreira de Jeffree deixando-o com maior fama internacional, o que pode ser percebido em suas turnês que passaram ter mais shows fora dos EUA.

### Faixas
1. Lollipop Luxury  feat. Nicki Minaj

2. Lollipop Luxury

## Letra
A letra, extremamente vulgar, está com algumas letras suprimidas, devido à censura.
- Pré-refrão

F*** me, I'm a celebrity

Can't take your eyes of me

I make you f*** me just to get somewhere

F*** me, I'm a celebrity

Can't take your hands of me

I know you wanna s*ck me, whachu waiting for

- Refrão

Lip gloss and lollipop, let's rock I wanna pop

Can't take your eyes off me, I'm all that you can see

Lip gloss and lollipop, I'll make your (b**** drop)

Can't take your eyes off me, I'm everything you wanna be